# Roms torg

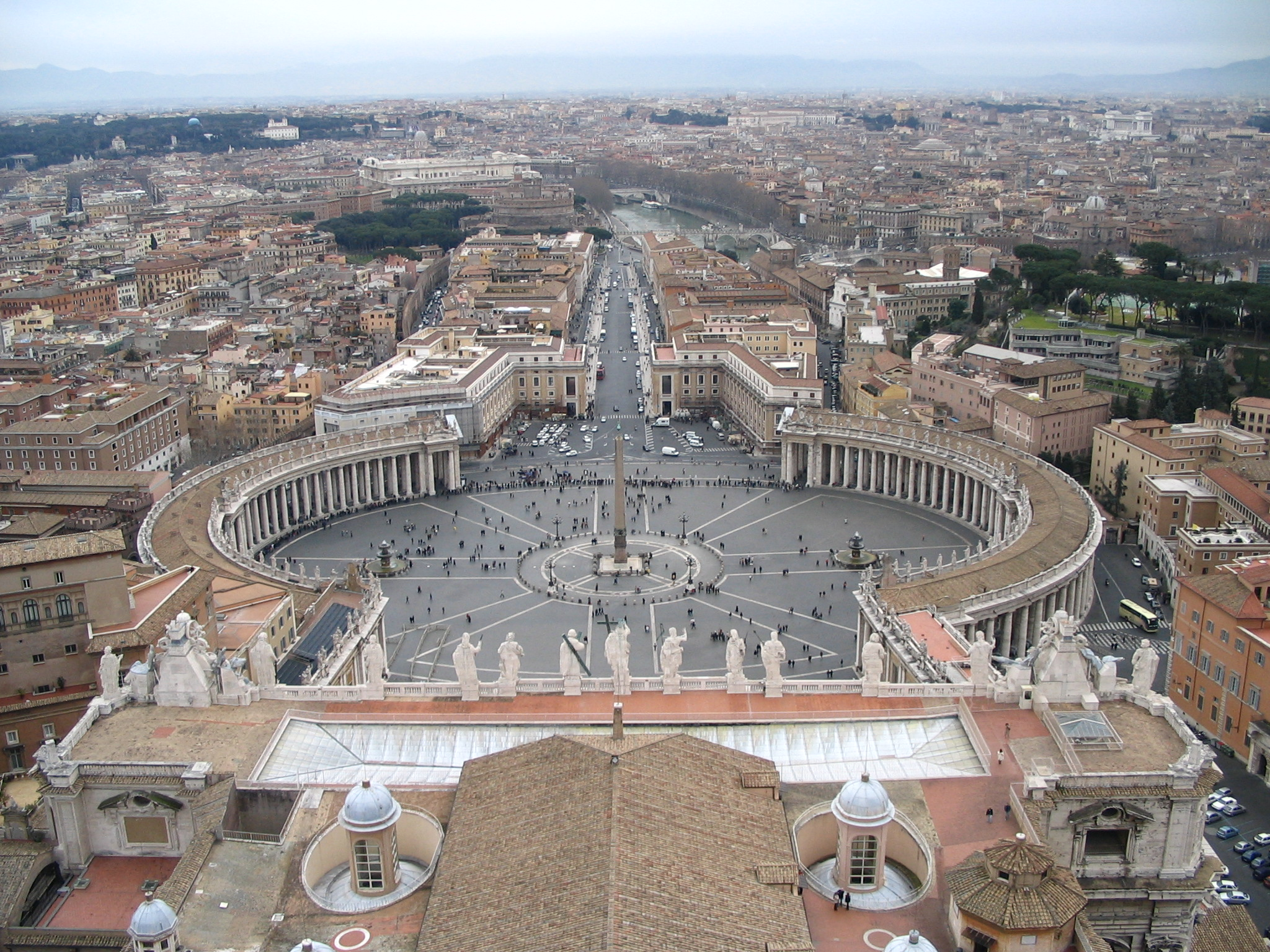
Petersplatsen

Torgen ger Rom dess atmosfär som är speciell för den eviga staden.

## Piazza Barberini
Piazza Barberini är platsen för den berömda Fontana del Tritone.

## Piazza Bocca della Verità
Piazza Bocca della Verità är mest känd för Bocca della Verità.

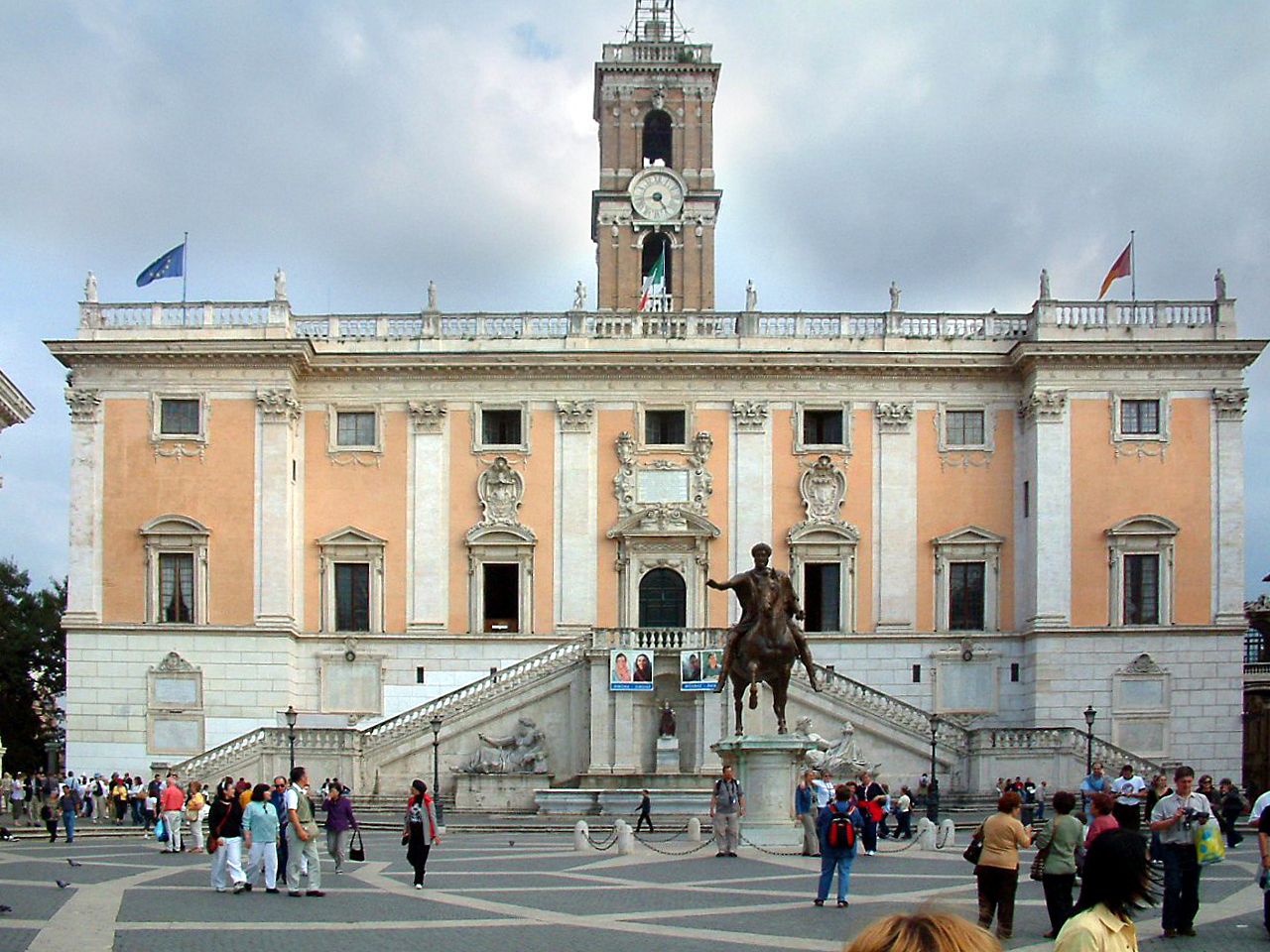
Piazza del Campidoglio

## Piazza del Campidoglio
Piazza del Campidoglio: I mitten av torget finns en kopia av en ryttarstaty föreställande Marcus Aurelius. I fonden är Palazzo Senatorio beläget, till höger ligger Palazzo dei Conservatori och till vänster ligger Palazzo Nuovo. Piazzan öppnar sig mot den stora trappan Cordonata där Castor och Pollux står statyer.
I Palazzo dei Conservatori och Palazzo Nuovo ligger Musei Capitolini, öppnat 1735. Bakom Palazzo Nuovo ligger en terrass med museets kafé där man har en god utsikt mot Vatikanstaten och där konserter ofta framförs.

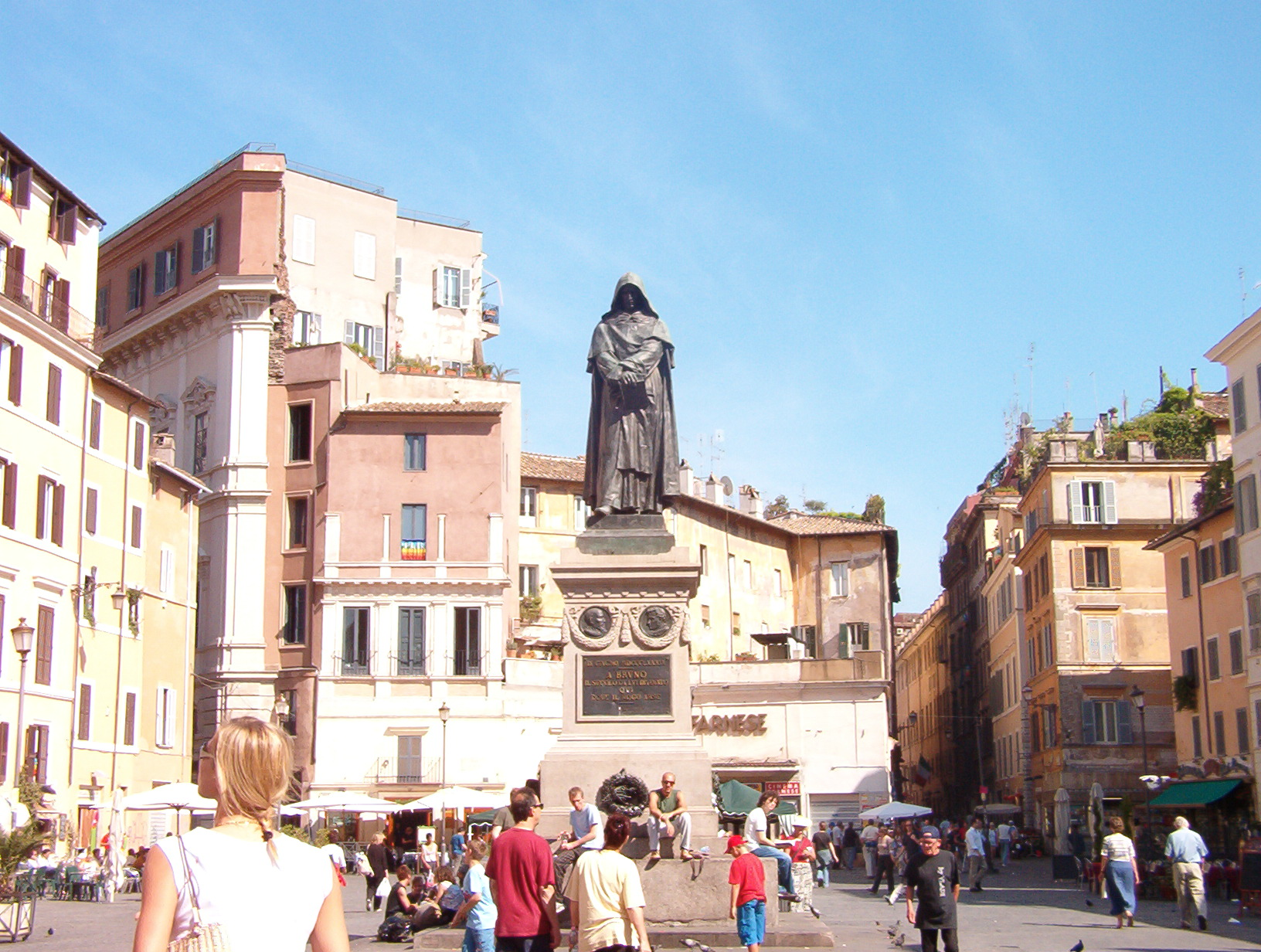
Piazza Campo dei Fiori med Giordano Brunos staty

## Campo dei Fiori
På Piazza Campo dei Fiori, Campo dei Fiori, inte långt från Piazza Farnese, anordnas det marknad sedan 1869. Piazzan är den enda större som inte har någon kyrka.

## Piazza Colonna
På Piazza Colonna står Marcus Aurelius-kolonnen. Torget är hemvist åt det politiska Rom.  

## Piazza Farnese
Vid Piazza Farnese finns Palazzo Farnese konstruerat av Antonio da Sangallo d.y. och Michelangelo.

## Piazza della Minerva
Piazza della Minerva ligger framför kyrkan Santa Maria sopra Minerva. 

## Piazza Navona
Mitt på Piazza Navona står Fontana dei Quattro Fiumi, "De fyra flodernas fontän", utförd av Bernini.

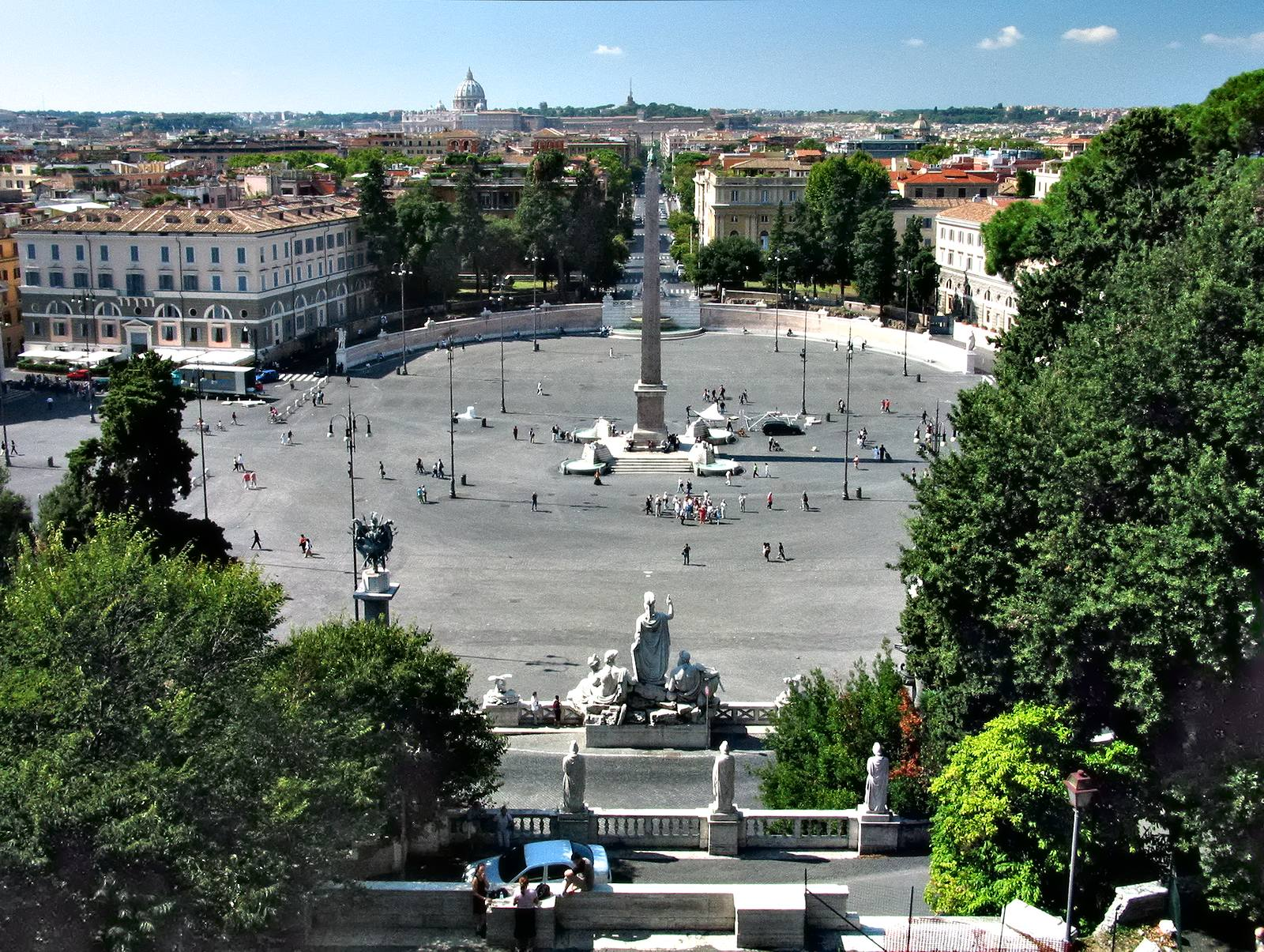
Piazza del Popolo sedd från Pincio

## Piazza del Popolo
I mitten av Piazza del Popolo står Roms största obelisk. Roms berömda gata, Via del Corso, utgår från piazzan.

## Piazza del Quirinale
Piazza del Quirinale: Platsen för Italiens president.

## Piazza della Repubblica
Kyrkan Santa Maria degli Angeli ligger vid Piazza della Repubblica, tidigare Piazza Esedra, och är konstruerad av Michelangelo på ruinerna av Diocletianus termer.

## Piazza della Rotonda
Piazza della Rotonda ligger vid Pantheon.

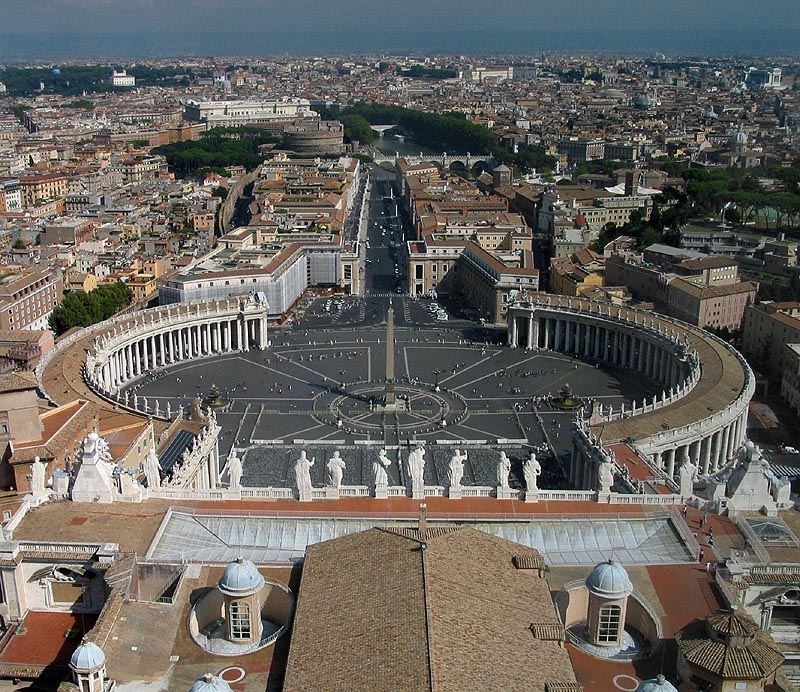
Piazza San Pietro

## Piazza San Pietro
Piazza di San Pietro, Petersplatsen ligger framför Peterskyrkan i Vatikanstaten i Rom.

## Piazza di Spagna
På Piazza di Spagna nedanför Spanska trappan står fontänen Fontana della Barcaccia. Fontänen har formen av en vattenfylld båt och utfördes 1627-1629 av Pietro Bernini, far till Giovanni Lorenzo Bernini. Båten ser ut som om den har strandat, och enligt en tradition skall den alludera på de svåra översvämningarna av Tibern 1598, då en båt skall ha gått på grund vid foten av Pincio.

## Largo di Torre Argentina
Largo di Torre Argentina ligger i området Campo Marzio där rester av fyra tempel från tiden för Romerska republiken finns att beskåda.

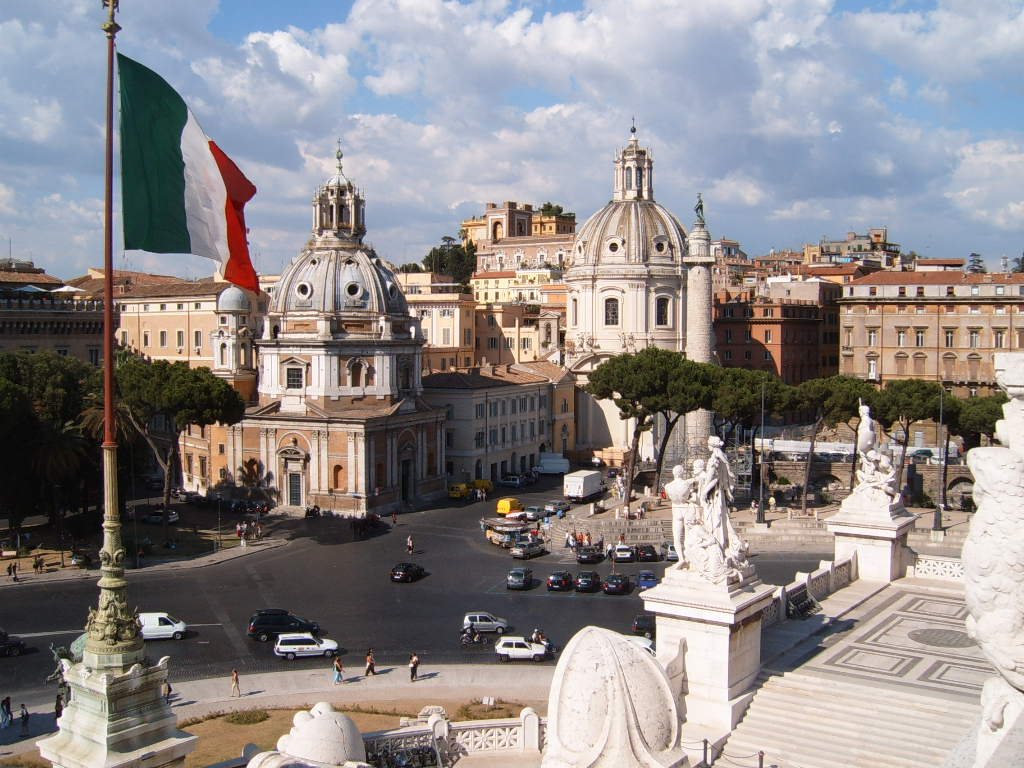
Piazza Venezia

## Piazza Venezia
Piazza Venezia är ett vidsträckt torg i Rom. Vid torget är bland annat Palazzo Venezia och Viktor Emanuel-monumentet belägna. Vid piazzan slutar Via del Corso.